# كاتي ماكنالي
كاتي ماكنالي (مواليد 20 نوفمبر 2001) هي لاعبة تنس محترفة أمريكية، أعلى تصنيف لها في الفردي كان ال105 في سبتمبر 2019.

## روابط خارجية
- كاتي ماكنالي على موقع رابطة محترفات التنس (الإنجليزية)
- كاتي ماكنالي على موقع الاتحاد الدولي لكرة المضرب (الإنجليزية)
- كاتي ماكنالي على موقع كأس بيلي جين كينغ (الإنجليزية)
- كاتي ماكنالي على موقع بطولة ويمبلدون (الإنجليزية)
- كاتي ماكنالي على موقع خلاصة التنس.كوم (الإنجليزية)